# صاحب السمو الملكي
صاحب السمو الملكي هو أسلوب يستخدم لمخاطبة أو الإشارة إلى بعض أفراد العائلات المالكة.
عند استخدامه كشكل مباشر للعنوان، منطوقًا أو مكتوبًا، فإنه يأخذ شكل صاحب السمو الملكي. عند استخدامه كمرجع لشخص ثالث، فهو مرتبط بنوع الجنس (صاحب السمو الملكي أو صاحبة السمو الملكي، كلاهما مختصر HRH) وفي صيغة الجمع، أصحاب السمو الملكي (TRH).